# Gewässerbelastung von Orla und Kotschau während der Industrialisierung
Dieser Artikel beschreibt die Gewässerbelastung von Orla und Kotschau während der Industrialisierung (historisch).

## Historische Einordnung

### Ausgangssituation
In der vorindustriellen Zeit waren, wie in den meisten Gebieten des heutigen Deutschlands, auch im Einzugsbereich von Orla und Kotschau über Jahrhunderte die extensive Land- und Forstwirtschaft prägend. Umweltbelastungen waren gering, traten nur durch Auslaugung von Böden und Erosion auf, daneben durch Abwässer aus Ställen und aus Haushalten (Fäkalien), letztere stellten jedoch vor allem in größeren Städten ein hygienisches Problem dar, die es im Einzugsbereich der beiden Fließgewässer nicht gab.

### Beginn der Industrialisierung in der Orlasenke
Bereits Ende des 18. Jahrhunderts wird von einer schwunghaften Tuchproduktion berichtet, welche sich bereits den technischen Fortschritt zu Nutzen machte. 1853 arbeiteten in Pößneck 214 Tuchmachermeister. Die Industrialisierung begann in Deutschland im ersten Drittel des 19. Jahrhunderts und breitete sich dann zügig aus. Fabriken entstanden zunächst aus den Wurzeln der vorhandenen Manufakturen. In Triptis, Neustadt (Orla) und vor allem Pößneck waren dies die Gerberei und Lederverarbeitung, Herstellung von Garnen und Textilien, die Porzellanherstellung und Druckereien.
Wesentliche Voraussetzung für das Aufblühen der Industrie war Erschließung der Standorte der Eisenbahn. Alle Betriebe benötigten Kohle und Wasser, da als Antriebskraft Dampf aus Dampfmaschinen genutzt wurde. Dem Wasser kam damit eine herausragende Bedeutung zu. Auch wenn 1865 bereits die erste Fabrik in Pößneck eröffnete, war erst mit der Eisenbahn der eigentliche, sprunghafte Übergang zur Fabrikarbeit möglich. 1871 wurden die Orte im Bereich von Kotschau und Orla mit der Eisenbahn erreicht.

### Nutzung des Wassers in der frühen Industrialisierung
Viele Wirtschaftszweige benötigten für die Produktionsprozesse Wasser, dabei fiel gleichzeitig Abwasser an. Zunächst wurde das Wasser der beiden Fließgewässer Orla und Kotschau verwendet, teils in die Betriebe hineingeleitet, teils wurde auch der Flusslauf selbst genutzt. Dabei stieß man schnell an Grenzen und verlegte sich auf Brunnen von teils 60 m Tiefe, später sogar über 100 m Tiefe. In erheblichem Umfang wurden auch Wasserreserven der Umgebung angezapft. Die hygienischen Probleme verunreinigten Wassers waren der Wissenschaft zwar grundsätzlich bekannt (siehe u. a. Wikipedia-Artikel zur Hygiene in der Medizin), ein vertieftes Bewusstsein dazu war jedoch noch nicht vorhanden, weder in Politik und Wirtschaft, noch in der Bevölkerung. Verschmutzungen wurden dann als problematisch empfunden, wenn sie unmittelbare Auswirkungen hatten. Wenn Wasser nicht mehr trinkbar war, unmittelbar Krankheiten verursachte oder stank, wenn Tiere in der Landwirtschaft durch Wasser oder das Fressen von mit verschmutztem Wasser bewässerten Pflanzen krank wurden, gab es Klagen, die über den Verwaltungsweg (Bürgermeister, Bundesstaat) im Falle von Orla und Kotschau die kaiserliche Reichsverwaltung erreichten.

## Gutachten zu Orla und Kotschau von 1908
Seit 1883 beobachtete der Magistrat von Pößneck die Häufung von Typhusfällen in der Stadt und in Langenorla. Bereits 1897 hatte das Kaiserliche Gesundheitsamt wegen der Verschmutzung der Kotschau (damalige Schreibweise: Kötschau) eine Besichtigung vorgenommen. Mit dem 1908 veröffentlichten Gutachten befasste sich der Reichs-Gesundheitsrat mit der Verunreinigung von Orla und Kotschau durch gewerbliche Abwässer. Zwei Aspekte sind daran bemerkenswert:
Erstens die Erstellung des Gutachtens als solches, was auf eine ungewöhnlich starke Gewässerbelastung mit erheblichen Folgen für die Anrainer schließen lässt. Zweitens die enthaltenen Fakten, die die Gewässerbelastung konkretisieren und gleichzeitig exakte Einblicke in die Industriegeschichte liefern. Das ist insofern bedeutsam, als vom Zweiten Weltkrieg bis in die Endphase der DDR Investitionen in umweltschonende Technologien weitgehend unterblieben und die Abwässer in ihrer Qualität auch fast 100 Jahre nach dem Gutachten unverändert waren. Es ist vielmehr sogar eine Verschlechterung anzunehmen, da die Entwicklung der chemischen Industrie anderen Wirtschaftszweigen neue Produkte zur Verfügung stellen konnte, die wiederum neue Problemstoffe für Gewässer und Gesundheit darstellten (zum Beispiel Waschmittel oder Pflanzenschutzmittel, aber auch Bleiwasserleitungen).

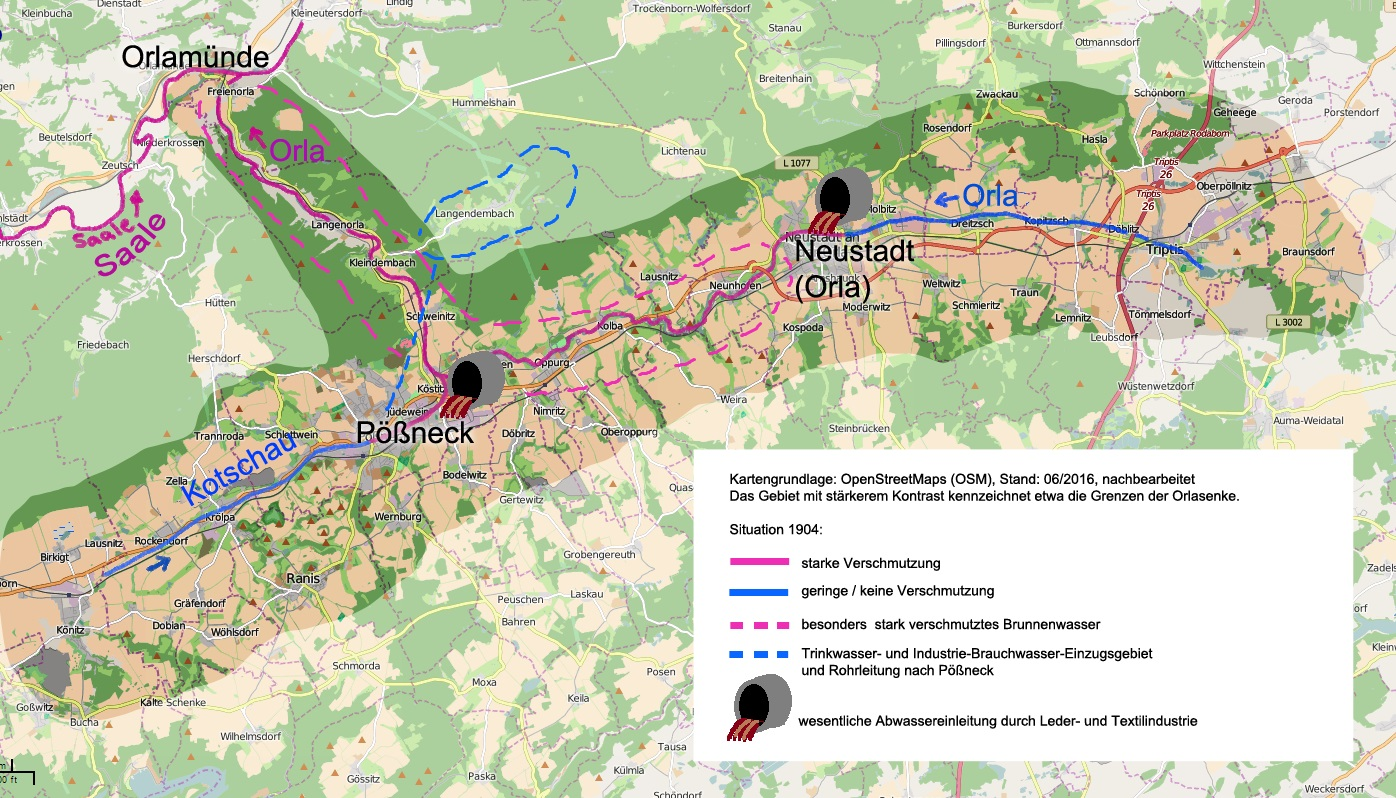
Grafische Darstellung der Gewässer Orla und Kotschau sowie das Abwasserproblem im Jahre 1904

Das Gutachten selbst liefert Ergebnisse aus drei Begehungen (Juni, September 1904 und 1907) der Orla von Neustadt (Orla) bis Orlamünde sowie der Kotschau im Stadtgebiet Pößneck, der Besichtigung zahlreicher Fabriken (vgl. Tabelle) sowie der Entnahme und Analyse von Wasser- und Schlammproben. Zusätzlich – vergleichend – wurde auch die Saale in Schwarza (damals selbständig) und Rudolstadt aufgesucht.

### Untersuchte Betriebe
- Alle Angaben stammen aus dem Gutachten von 1908 oder wurden aus diesen berechnet. Soweit Abwassermengen nicht angegeben waren, wurden für näherungsweise Angaben 0,9 m³ pro Haut in Lederfabriken zugrunde gelegt (Annahme: Frischwassermenge = Abwassermenge). Die tatsächliche Abwassermenge kann sowohl höher als auch niedriger gelegen haben. Der Gesamtwasserverbrauch wurde im Gutachten für Pößneck mit 6660 m³ – 10.000 m³ pro Tag[4] angegeben, also zwischen 2,5 Mio. m³ und 3,6 Mio. m³ pro Jahr.

- Bei den Schadstoffen wurde die originale Bezeichnung mit heutiger Gefahrstoffkennzeichnung, soweit vorhanden, verwendet

- Das mehrfach erwähnte Kondenswasser entsteht beim Betrieb von Dampfmaschinen

| Ort             | Fabrik                                                                                       | Produktion                   | Abwassermenge pro Jahr              | Schadstoffe |
| --------------- | -------------------------------------------------------------------------------------------- | ---------------------------- | ----------------------------------- | --- |
| Triptis         | Kötschau & Limpert                                                                           | Brauerei                     | k. A.                               | Keine |
| Triptis         | Fritzsche, Röthel                                                                            | Leimsiedereien               | k. A.,Abwässer auf Wiesen verbracht | organische S., Kalkbrühe (reizend), schwefelige Säure (ätzend) |
| Triptis         | Oelsner                                                                                      | Gerberei und Lederfärberei   | 1500 m³                             | organische S., u. a. Taubenmist, Hundekot (Übertragung von Krankheitserregern), Kalkbrühe (reizend), Schwefelnatrium (giftig, ätzend, umweltgefährlich), Eisenvitriol (gesundheitsschädlich) |
| Neustadt (Orla) | Kolesch                                                                                      | Tuchfabrik                   | k. A.                               | Alizarin als Teerfarbe bzw. Anilinfarbe (gesundheitsschädlich) |
| Neustadt (Orla) | G.F. Fritzsche, Könitzer, Müller-Albert                                                      | Tuchfabriken                 | zus. ca. 72.000 m³                  | Alizarin (gesundheitsschädlich), chromsaures Kalium (giftig, umweltgefährlich), Natriumsulfid (giftig, ätzend, umweltgefährlich)                                                             |
| Neustadt (Orla) | Zenker                                                                                       | Tuchfabrik                   | ca. 150.000 m³                      | Salmiak (gesundheitsschädlich) |
| Neustadt (Orla) | Künzel                                                                                       | Tuchfabrik                   | ca. 60.000 m³                       | Salmiak (gesundheitsschädlich) Alizarin (gesundheitsschädlich), Kaliumbichromat (sehr giftig, umweltgefährlich, brandfördernd), Essigsäure (ätzend)                                          |
| Neustadt (Orla) | Thüringer Export-Bierbrauerei                                                                | Brauerei                     | k. A.                               | k. A. |
| Neustadt (Orla) | Thüringer Gas-Gesellschaft                                                                   | Gasanstalt                   | k. A.                               | Ammoniakwasser wird weiterverkauft |
| Neustadt (Orla) | Adolf Seelemann und Söhne                                                                    | Kratzenfabrik                | k. A., nur Kondenswasser            | keine |
| Neustadt (Orla) | Gebr. Erhardt                                                                                | Lederfabrik                  | 13.500 m³                           | Asche (hier erwähnt wg. Schwebstoffen), Taubenmist (Übertragung von Krankheitserregern), Lohe (leberschädigend)                                                                              |
| Neustadt (Orla) | Richard Kraner Söhne, Reinhold Wild, Max Schneider                                           | Lederfabriken                | 11.000 m³                           | k. A. |
| Neustadt (Orla) | Friedrich Schneider, Alfred Kramer                                                           | Lederfabriken                | 9.000 m³ (nur Schneider)            | Naphthalin (gesundheitsschädlich, umweltgefährlich), Chlorkalk (brandfördernd, ätzend, umweltgefährdend), Kalkmilch (reizend), Taubenmist, Lohe (leberschädigend)                            |
| Neustadt (Orla) | Arno Lange                                                                                   | Lederfabrik                  | 30.000 m³                           | Taubenmist (Übertragung von Krankheitserregern), Lohe (leberschädigend), mit Petroleum (gesundheitsschädlich, umweltgefährlich) denaturiertes Kochsalz                                       |
| Pößneck         | Thalmannsche Tuchfabrik, Siegel und Schütze (externer Link: Siegel und Schütze – Geschichte) | Tuchfabriken                 | 600.000 m³                          | Alizarin (gesundheitsschädlich), weitere Anilinfarben, Beizen (nicht näher angeführt, mögl. Kaliumdichromat)                                                                                 |
| Pößneck         | Fischer und Albert, Lacklederfabrik Brüderlein (externer Link: Brüderlein – Geschichte)      | Lederfabriken                | 18.000 m³ (nur Brüderlein)          | k. A. |
| Pößneck         | Rosenbrauerei Richard Wagner                                                                 | Brauerei                     | 180.000 m³, nur Spülwasser          | ohne erhebliche Verunreinigung |
| Pößneck         | Berger                                                                                       | Schokoladenfabrik            | 150.000 m³ Kondenswasser            | keine „eigentlich schmutzigen“ Abwässer |
| Pößneck         | F.G. Rostner                                                                                 | Flanell- und Tuchfabrik      | k. A.                               | starke Schhlammablagerung, sonst k. A. |
| Pößneck         | Fischer und Seige (externer Link: Fischer und Seige – Geschichte)                            | Flanell- und Tuchfabrik      | 75.000 m³                           | k. A. |
| Pößneck         | Diesel und Weiser, Gebr. Schmeißer, R. Weithase & Co., Scheller                              | Gerbereien und Lederfabriken | 13.500 m³ (nur Diesel u. Weiser)    | Tran (organisches Fett), Kaliumbichromat (sehr giftig, umweltgefährlich, brandfördernd) |

### Sauberes Wasser
Im Gutachten findet sich keine Definition sauberen Wassers bzw. solchen Wassers, dessen Zustand 1908 akzeptabel erschien. Im Umkehrschluss können jedoch u. a. folgende erforderliche Merkmale angenommen werden:
- Keine Trübung

- Kein Schlamm

- Kein unangenehmer Geruch

- Keine Faulgase

- Kein Vorkommen von Bakterien-Überwachsungen von Steinen („Abwasserpilz“)

- Vorkommen von Fischen
- Vorkommen von Kieselalgen

### Beobachteter Zustand des Wassers
| Gewässer      | Ort                                                  | Datum                     | Optischer Eindruck | Geruch                                                                | Messwerte (Auswahl) in Wasser bzw. Schlamm |
| ------------- | ---------------------------------------------------- | ------------------------- | --- | --------------------------------------------------------------------- | --- |
| Kotschau      | Pößneck, Gasanstalt                                  | 04.09.1904                | Grau, blasenbedeckt, schlammig | k. A.                                                                 | 0,7 mg / Liter Arsen Chrom 1,5 % Fett |
| Kotschau/Orla | Köstiz                                               | 04.09.1904                | Trübe, graublau | k. A.                                                                 | Arsen Chrom Spuren von Fett |
| Orla          | Zwischen Schweinitz und Kleindembach                 | 30.06.1904                | Stark verschmutzt | Kein unangenehmer Geruch in erheblichem Maße                          | Keine Messung |
| Orla          | Kleindembach                                         | 03.09.1904                | Stark verschmutzt | Sehr unangenehm                                                       | 35 mg Chlor Schwefelwasserstoff „reichliche Mengen“ Ammoniak „reichliche Mengen“                                                                       |
| Orla          | Zwischen Kleindembach und Langenorla                 | 30.06.1904                | Schmutzig, graublau, Gasblasen | unangenehm                                                            | Keine Messung |
| Orla          | Freienorla                                           | 30.06.1904                | sehr stark verschmutzt | Nach Ziehen eines Wehrs: sehr unangenehm durch faulende Schlammmassen | Keine Messung |
| Orla          | Freienorla                                           | 03.09.1904                | stark verschmutzt, nach Ziehen eines Wehrs: dichte Schlammmassen, lebhafte Gasentwicklung | Sehr unangenehm                                                       | 4,3 mg Sauerstoff Schwefelwasserstoff „reichliche Mengen“                                                                                              |
| Orla          | Orlamünde                                            | 30.06.1904                | Schmutzig trübe, nach Einmündung in die Saale ist das Orlawasser als dunkler Streifen zu erkennen. | Kein                                                                  | Keine Messung |
| Orla          | Orlamünde                                            | 03.09.1904                | Starke Gasentwicklung | Sehr unangenehm                                                       | 1,5 mg Sauerstoff / Liter 48 mg Chlor / Liter Ammoniak „reichliche Mengen“ Schwefelwasserstoff „geringe Mengen“ 5 % Fett im getrockneten Schlamm Chrom |
| Orla          | Rehmen                                               | 01.07.1904                | Trüb und schmutzig | Nach Ziehen eines Wehrs: sehr unangenehm                              | Keine Messung |
| Orla          | Vor Neustadt (Orla)                                  | 01.07.1904                | Erhebliche Verschmutzung | Geruchsbelästigung                                                    | Keine Messung |
| Orla          | Neustadt (Orla), Gerberstraße                        | 09.09.1904                | Graugrün und trüb | Starker Geruch nach Heringslake                                       | Kein Sauerstoff Ammoniak („nicht unerhebliche Mengen“)                                                                                                 |
| Saale         | Großeutersdorf                                       | 03.09.1904                | k. A. | Kein                                                                  | 3,7 mg Sauerstoff 16 mg Chlor Ammoniak (Spuren) |
| Saale         | Schwarza (Wehr unterhalb Papierfabrik, rechtes Ufer) | 06.09.1904 und 07.09.1904 | Rosa, grau, schwarz gefärbte Pilzrasen auf Holzteilen (Wehre), flächige („Vließe“) Pilzwucherungen (Fusarium – bildet starke Gifte), Sphaerotilus natans – Bakterien, auch als „Abwasserpilz“ bezeichnet, bilden fellartige Strukturen, Oscillatoria „Schwingalgen“ – Cyanobakterien, die starke Gifte sowie Sauerstoff bilden | Süßlich (Abwasser der Papierfabrik)                                   | 0,7 mg Sauerstoff 56 mg Schwefelsäure / Liter andere Messung:                                                                                          |
| Saale         | Unterhasel                                           | 07.09.1904                | Braun, durchsichtig, Flocken und Pilzfäden im Wasser, Steine mit Zotten überzogen | k. A.                                                                 | Arsen Chrom 1 % Fett |

## Gesundheitliche Folgen der Wasserverschmutzung
Das Auftreten zweier Infektionskrankheiten wurde bereits vor dem Gutachten mit verseuchtem Orlawasser und damit in Beziehung stehendem Grundwasser in Verbindung gebracht, wenn auch nicht mit Sicherheit, dann doch mit hoher Wahrscheinlichkeit.
- Milzbrand (Anthrax) als eine Erkrankung vor allem von Rindern, die auch als Berufskrankheit von Gerbereiarbeitern auftrat.

- Typhus (Fleckfieber) als eine Krankheit, die meist auf hygienische Mängel zurückzuführen ist. Exkurs: Im nur wenige Kilometer entfernten Jena kam es noch 1980 zu einem Typhusausbruch.[6]

Darüber hinaus dürfte eine Vielzahl von Krankheiten oder frühem Tod auf den Kontakt mit verseuchtem Wasser oder das Trinken solchen Wassers zurückzuführen gewesen sein, zumindest als Spätfolge. Verseuchte Lebensmittel, sowohl pflanzliche als auch tierische, in denen dieselben Schadstoffe wie im Wasser enthalten waren, kamen hinzu. Darauf geht das Gutachten nicht ein. Hierbei ist aus heutiger Sicht zu berücksichtigen, dass die Zusammenhänge erst im Laufe der Zeit erkannt wurden und sowohl Diagnose- als auch Messmethoden erst entwickelt werden mussten.
Unberücksichtigt blieben im Gutachten auch die Auswirkungen der typischen Luftschadstoffe Ruß, Rauch, Schwefeldioxid, Kohlenmonoxid u. a. (vgl. Wikipedia-Artikel zu Smog), die neben den unmittelbaren Wirkungen, in Wasser gelöst, ebenfalls gesundheitliche Risiken darstellen. Hier ist anzunehmen, dass das Problembewusstsein noch fehlte.
Die Gutachter mahnten als Lösungsmöglichkeit die Schaffung einer Kanalisation ohne direkten Auslass in die beiden Gewässer und die Erreichung einer zentralen Kläranlage an, dabei war (sinngemäß) bereits von einer biologischen Klärstufe die Rede. Ziel war es, die festen Bestandteile aus den Abwässern zurückzuhalten, Schlammbildung und Fäulnis zu vermeiden und eine Filtration (durch Sand) vorzunehmen. Daneben wurde eine allgemeine Verbesserung hygienischer Bedingungen für zwingend erforderlich gehalten. Auch sollte kein Trinkwasser aus Brunnen in der Nähe beider Gewässer genutzt werden. Zu alldem kam es jedoch erst sehr langsam, teils erst Jahrzehnte später.

## Fazit
Die hohe Konzentration produzierender Betriebe in Neustadt (Orla) und Pößneck ließ die Städte in Bedeutung und Größe wachsen, sorgte für Arbeit und Auskommen der Bevölkerung und Wohlstand der Fabrikbesitzer. Die Wirtschaftskraft wurde – nicht nur hier – jedoch zum Preis einer hohen gesundheitlichen Belastung erkauft. Zunächst waren noch viele Zusammenhänge unbekannt, doch auch die zur vorletzten Jahrhundertwende bereits nachweisbaren Kausalitäten von Verschmutzung und dem Auftreten von Krankheiten führten nicht konsequent zu Maßnehmen, mit denen die Umweltschädigung wieder reduziert worden wäre.

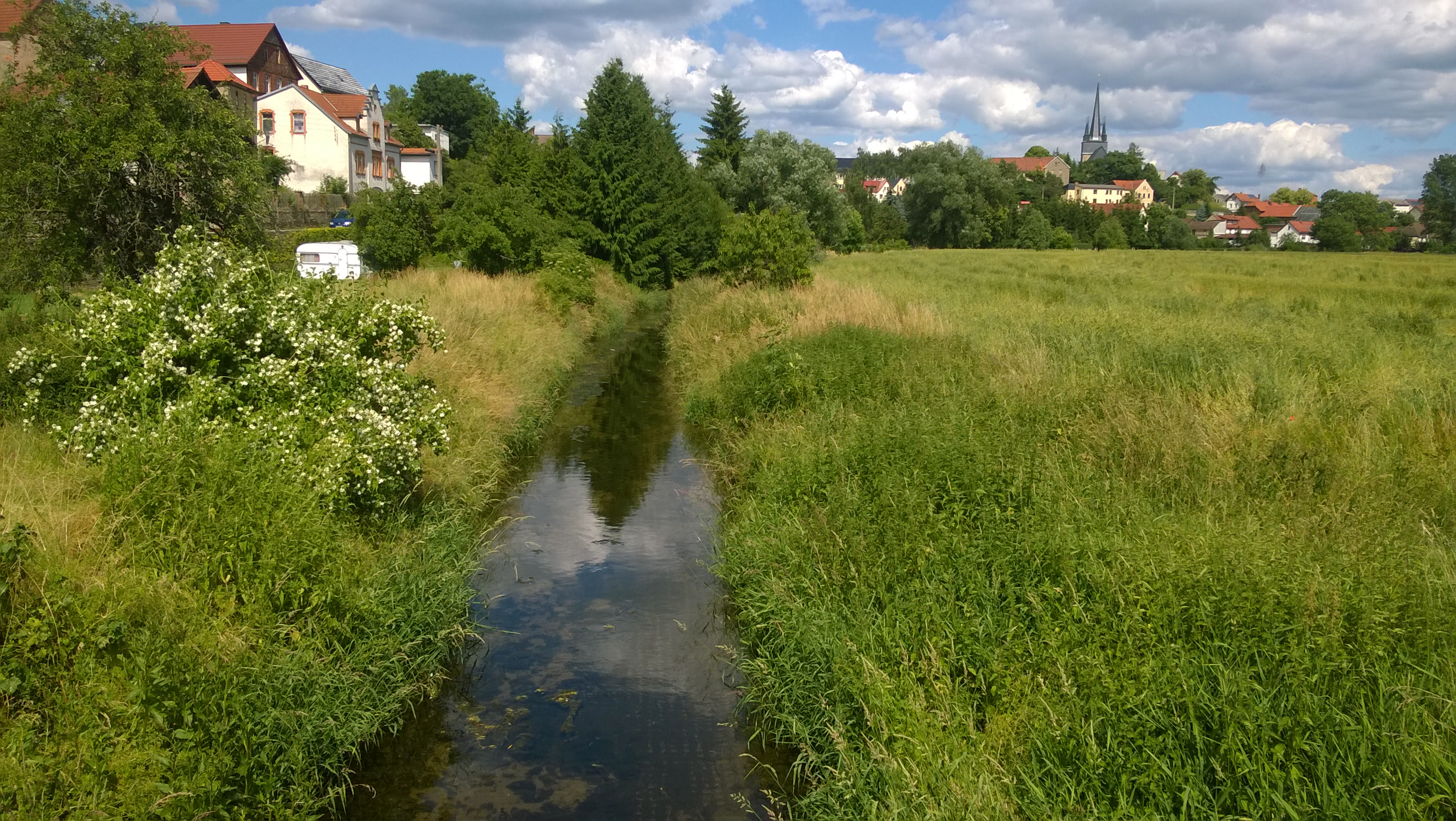
Orla bei Neunhofen im Juni 2016

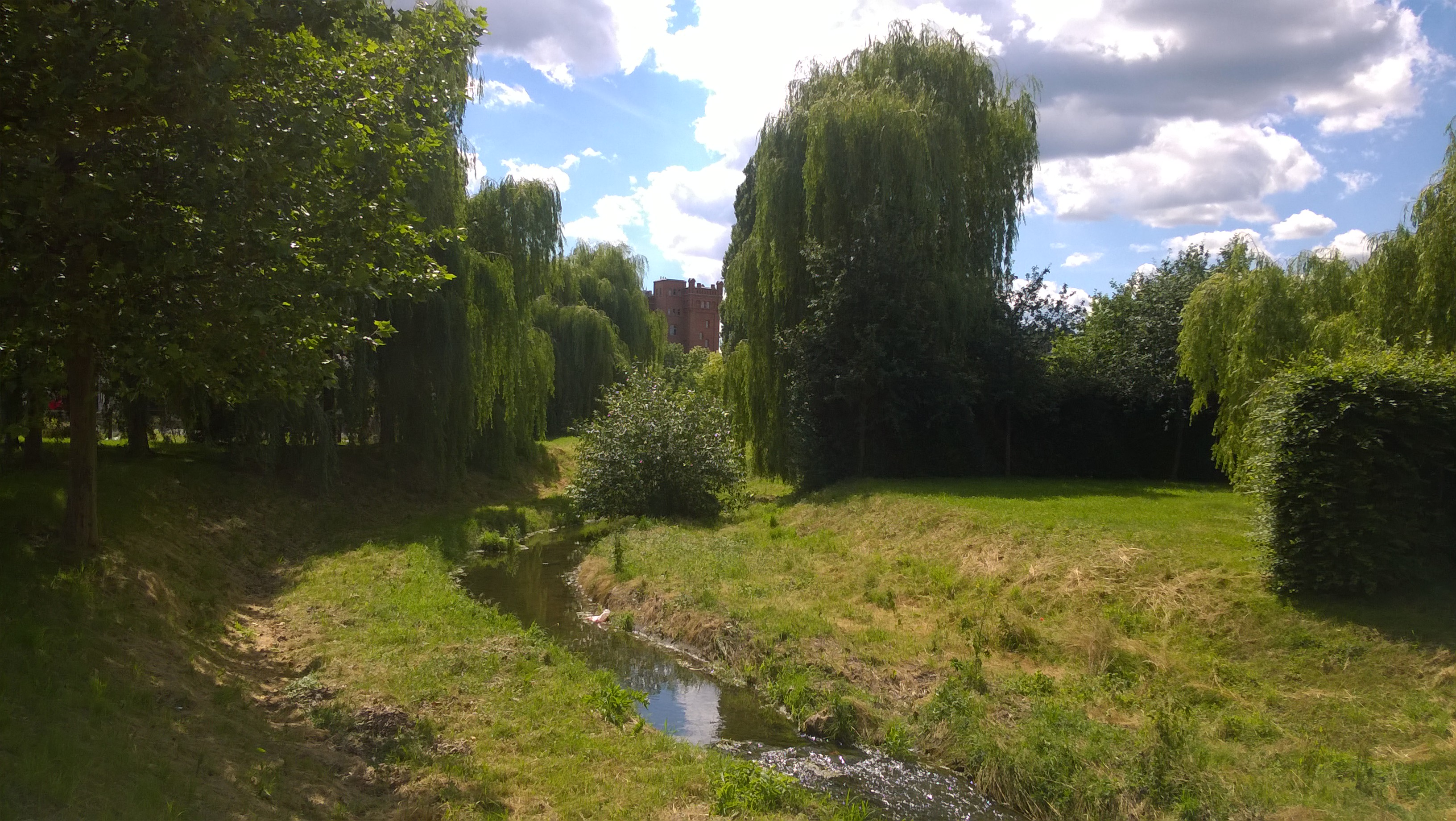
Kotschau im Stadtgebiet von Pößneck im Jahr 2016

Die Situation entspannte sich erst allmählich, vor allem durch die Verbesserung der Hygiene – Anschluss der Haushalte und Betreibe an die Wasserversorgung statt Brunnenwassers (in Pößneck verfügbar seit 1896), Einführung von Spültoiletten und der 1931 erfolgten Inbetriebnahme einer Kläranlage in Pößneck, die dem damaligen Stand der Technik entsprach. Wasserversorgung und Anschluss an die Kanalisation verlief jedoch schleppend. Die jüngere deutsche Geschichte verhinderte umfassende Investitionen in den Umweltschutz. Während der Nazizeit stand ausschließlich die Rüstung im Vordergrund, anschließend bestanden Dauerengpässe, zunächst durch Kriegszerstörungen und Reparationen, später durch Mangelwirtschaft. Erst mit dem Ende der DDR und dem schlagartigen Niedergang der traditionellen Industrien in Neustadt (Orla) und Pößneck, dem Vorhandensein von Investitionsmitteln und einem gewandelten Umweltbewusstsein, trat nach fast 150 Jahren erstmals eine Situation ein, aus der heraus die Umwelt- und gesundheitlichen Bedingungen verbessert werden konnte. Neben einer Reduzierung des Schadstoffeintrags, Altlastensanierung, einem Ausbau der Kanalisation und neuen Kläranlagen 1998 in Neustadt (Orla) und 1997 in Pößneck konnten auch die Gewässer Orla und Kotschau zumindest teilweise renaturiert werden. Die in Pößneck über weite Strecken abgedeckelte Kotschau wurde im Zuge der Landesgartenschau Pößneck 2000 freigelegt und erhielt ein neues (unbelastetes) Bachbett. Kanalausbauten von Kotschau und Orla wurden entfernt und teilweise ein natürlicher Flusslauf nachempfunden. Beide Gewässer sind heute in einem Zustand, in dem sie zuletzt vor dem Einsetzen der Industrialisierung waren.